# Euhyponomeuta stannella
Euhyponomeuta stannella is een vlinder uit de familie van de stippelmotten (Yponomeutidae). De wetenschappelijke naam van de soort werd in 1794 gepubliceerd door Thunberg.